# Nordiré
Nordiré (auch: Nodiré) ist ein Stadtviertel (französisch quartier) im Arrondissement Niamey V der Stadt Niamey in Niger.

## Geographie
Das Stadtviertel befindet sich am südwestlichen Rand des urbanen Gebiets von Niamey V. Östlich von Nordiré befindet sich das Stadtviertel Banga Bana, nördlich, jenseits der Nationalstraße 6, die informelle Siedlung Zarmagandey. Nordiré liegt auf einem Alluvialboden mit einem hohen Grundwasserspiegel, der keine Einsickerung ermöglicht. Westlich des Stadtviertels erhebt sich die markante felsige Hügelkette Trois Sœurs („drei Schwestern“), deren drei Gipfel mit offen liegendem Laterit Seehöhen von 245 m, 254 m und 255 m erreichen.

## Geschichte
Nordiré bestand als kleine Siedlung aus einfachen Hütten bereits in den 1970er Jahren, als sich die Stadt Niamey auf das rechte Ufer des Nigers auszudehnen begann. Das Wachstum zu einem größeren Stadtviertel begann nach 1990.

## Bevölkerung
Bei der Volkszählung 2012 hatte Nordiré 3631 Einwohner, die in 528 Haushalten lebten.

## Infrastruktur
In Nordiré gibt es mit einem Collège d’enseignement général (CEG) eine Mittelschule sowie mehrere Grundschulen.